# Sông Đất Dia
Sông Đất Dia là một con sông đổ ra Sông Thao. Sông có chiều dài 17 km và diện tích lưu vực là 106 km². Sông Đất Dia chảy qua các tỉnh Yên Bái, Phú Thọ.